# Stephen Root
Stephen Root (Sarasota, 17 de noviembre de 1951) es un actor estadounidense. En 2019 fue nominado al premio Emmy por su papel en Barry.

## Primeros años
Root nació en Sarasota, Florida, hijo de Leona Estelle y Rolland Clair Root, un supervisor de la construcción. Se graduó en la Universidad de Florida.

## Carrera
Entre sus papeles más reconocidos en televisión se encuentran el del excéntrico millonario Jimmy James en la sitcom NewsRadio y la voz del depresivo peluquero del ejército Bill Dauterive y el jefe de Hank Hill en la serie animada King of the Hill (en un principio Root audicionó para el papel de Dale Gribble). Tuvo un papel habitual en las últimas dos temporadas de The West Wing, interpretando al consultor de la campaña republicana Bob Mayer. Algunos de sus papeles más reconocibles en el cine son el de Milton Waddams en Office Space, Gordon Pibb en Dodgeball: A True Underdog Story, Suds en Leatherheads y el director del instituto en la comedia producida por Judd Apatow Drillbit Taylor (2008).
Root es un actor habitual en las películas de los hermanos Coen, con quienes ha trabajado en O Brother, Where Art Thou?, The Ladykillers, No Country for Old Men y La balada de Buster Scruggs.
Actuó en la serie de HBO True Blood, interpretando a un vampiro llamado Eddie. También apareció en varios episodios de la segunda temporada de Pushing Daisies, interpretando al misterioso Dwight Dixon. Hizo de Johnny Forreals, inventor de la palabra "boo-yah", en un episodio de The Sarah Silverman Program. En 2010 participó de la octava temporada de la serie de FOX 24, como el oficial Bill Prady, y en la serie de FX Justified, como el excéntrico juez Mike "The Hammer" Reardon. En 2010 formó parte del reparto de la cinta The Conspirator, de Robert Redford, donde interpretó a John M. Lloyd, un testigo clave para el juicio de la conspiradora Mary Surratt.
En 2018 comenzó a participar en la serie de HBO Barry, creada y protagonizada por Bill Hader.

## Filmografía

### Cine
| Año  | Título                                                 | Personaje                                  | Notas                      |
| ---- | ------------------------------------------------------ | ------------------------------------------ | -------------------------- |
| 1988 | Crocodile Dundee II                                    | Agente de la DEA                           |                            |
| 1988 | Monkey Shines                                          | Dean Burbage                               |                            |
| 1989 | Black Rain                                             | Berg                                       |                            |
| 1990 | Stanley & Iris                                         | Sr. Hershey                                |                            |
| 1990 | Ghost                                                  | Sargento de policía                        |                            |
| 1991 | Guilty by Suspicion                                    | Guardia de RKO                             |                            |
| 1991 | V.I. Warshawski                                        | Mickey                                     |                            |
| 1991 | Bed & Breakfast                                        | Randolph                                   |                            |
| 1992 | Buffy the Vampire Slayer (Buffy la Cazavampiros [Esp]) | Gary Murray                                |                            |
| 1993 | Dave                                                   | Don Durenberger                            |                            |
| 1993 | RoboCop 3                                              | Coontz                                     |                            |
| 1993 | Extreme Justice                                        | Max Alvarez                                |                            |
| 1995 | Bye Bye Love                                           | Vecino despierto                           | No acreditado              |
| 1995 | Night of the Scarecrow                                 | Tío Frank, el Sheriff                      |                            |
| 1998 | Krippendorf's Tribe                                    | Gerald Adams                               |                            |
| 1999 | Office Space                                           | Milton Waddams                             |                            |
| 1999 | Natural Selection                                      | Sr. Crenshaw                               | a.k.a. The Monster Hunter  |
| 1999 | Bicentennial Man (El hombre bicentenario [Esp])        | Dennis Mansky – Cabeza de NorthAm Robotics |                            |
| 1999 | Gut Feeling                                            | Kane Cohen                                 |                            |
| 2000 | O Brother, Where Art Thou?                             | Sr. Lund                                   |                            |
| 2002 | Ice Age                                                | Frank, Start                               | Voz                        |
| 2002 | The Country Bears                                      | Zeb                                        | Voz                        |
| 2002 | White Oleander                                         | Michael                                    | Escenas borradas           |
| 2003 | Finding Nemo (Buscando a Nemo [Esp])                   | Bubbles                                    | Voz                        |
| 2003 | Grind                                                  | Cameron                                    |                            |
| 2004 | Raising Genius                                         | Dwight Nestor                              |                            |
| 2004 | The Ladykillers                                        | Fernand Gudge                              |                            |
| 2004 | Jersey Girl                                            | Greenie                                    |                            |
| 2004 | Dodgeball: A True Underdog Story                       | Gordon Pibb                                |                            |
| 2004 | Surviving Christmas                                    | Dr. Freeman                                |                            |
| 2004 | Wake Up, Ron Burgundy: The Lost Movie                  | Vince Masters                              |                            |
| 2005 | Just Friends (Sólo amigos [Esp])                       | KC                                         |                            |
| 2006 | Ice Age: The Meltdown                                  | Aardvark Dad                               | Voz                        |
| 2006 | Gretchen                                               | Herb                                       |                            |
| 2006 | Idiocracy                                              | Judge Hank "The Hangman" BMW               |                            |
| 2006 | The Frank Anderson                                     | John Simon                                 |                            |
| 2006 | The Fox and the Hound 2                                | Scout talentoso                            | Voz. Directo-a-vídeo       |
| 2007 | Cook Off!                                              | Morty Van Rookle                           |                            |
| 2007 | No Country for Old Men                                 | Hombre que contrata a Wells                |                            |
| 2007 | Have Dreams, Will Travel                               | Sheriff Brock                              |                            |
| 2007 | Sunny & Share Love You                                 | Clive Anderson                             |                            |
| 2008 | Mad Money                                              | Glover                                     |                            |
| 2008 | Over Her Dead Body                                     | Sculptor                                   |                            |
| 2008 | Drillbit Taylor                                        | Principal Doppler                          |                            |
| 2008 | Leatherheads                                           | Suds                                       |                            |
| 2008 | Tripping the Rift: The Movie                           | Chode                                      | Voz                        |
| 2009 | Glock                                                  | Remington                                  | Corto                      |
| 2009 | Bob Funk                                               | Steve                                      |                            |
| 2009 | El solista                                             | Curt Reynolds                              |                            |
| 2009 | Dr. Dolittle: Million Dollar Mutts                     | Turtle                                     | Voz. Directo-a-vídeo       |
| 2009 | Imagine That                                           | Fred Franklin                              |                            |
| 2009 | The Men Who Stare at Goats                             | Gus Lacey                                  |                            |
| 2010 | Son of Mourning                                        | Senator Lewis                              |                            |
| 2010 | Unthinkable                                            | Charlie                                    |                            |
| 2010 | The Conspirator                                        | John M. Lloyd                              |                            |
| 2010 | Everything Must Go                                     | Elliot                                     |                            |
| 2010 | Scooby-Doo! Camp Scare                                 | Burt                                       | Voz. Directo-a-vídeo       |
| 2011 | Cedar Rapids                                           | Bill Korgstad                              |                            |
| 2011 | Rango                                                  | Doc, Merrimack                             | Voz                        |
| 2011 | Red State                                              | Sheriff Wynan                              |                            |
| 2011 | J. Edgar                                               | Arthur Koehler                             |                            |
| 2011 | Tom and Jerry and the Wizard of Oz                     | Uncle Henry, Crows                         | Voz. Directo-a-vídeo       |
| 2011 | Batman: Year One                                       | Ten. Branden                               | Voz                        |
| 2012 | Big Miracle                                            | Gob. Haskell                               |                            |
| 2012 | The Company You Keep                                   | Billy Cusimano                             |                            |
| 2013 | Sweet Vengeance                                        | Kingfisher                                 | a.k.a. Sweetwater          |
| 2013 | I Know That Voice                                      | Él mismo                                   | Documental                 |
| 2013 | Bad Milo!                                              | Roger                                      |                            |
| 2013 | Superman: Unbound                                      | Zor-El                                     | Voz                        |
| 2013 | The Lone Ranger                                        | Habberman                                  |                            |
| 2014 | Selma                                                  | Al Lingo                                   |                            |
| 2014 | Lennon or McCartney                                    | Él mismo                                   | Corto                      |
| 2015 | Hello, My Name Is Doris                                | Todd                                       |                            |
| 2015 | 7 Chinese Brothers                                     | George                                     |                            |
| 2015 | Trumbo                                                 | Hymie King                                 |                            |
| 2016 | Tom and Jerry: Back to Oz                              | Tío Henry                                  | Voz                        |
| 2016 | Finding Dory                                           | Bubbles                                    | Voz                        |
| 2016 | Miles                                                  | Ron Walton                                 |                            |
| 2016 | Mike and Dave Need Wedding Dates                       | Burt Stangle                               |                            |
| 2016 | Looking for the Jackalope                              | The Jackalope                              | Voz                        |
| 2016 | Spectral                                               | Dr. Mindala                                |                            |
| 2017 | Get Out                                                | Jim Hudson                                 |                            |
| 2017 | Infinity Baby                                          | Fenton                                     |                            |
| 2017 | Three Christs                                          | Dr. Rogers                                 |                            |
| 2018 | Life of the Party                                      | Michael "Mike" Cook                        |                            |
| 2018 | The Ballad of Buster Scruggs                           | Teller                                     | Segmento: "Near Algodones" |
| 2018 | On the Basis of Sex                                    | Profesor Brown                             |                            |
| 2019 | Seberg                                                 | Walt Breckman                              |                            |
| 2019 | Bombshell                                              | Neil Mullen                                |                            |
| 2020 | Four Good Days                                         | Chris                                      |                            |
| 2020 | Uncle Frank                                            | Daddy Mac                                  |                            |
| 2020 | The Empty Man                                          | Arthur Parsons                             |                            |
| 2020 | Home                                                   | Father Browning                            |                            |
| 2021 | Happily                                                | Sr. Goodman                                |                            |
| 2021 | Queenpins                                              | Agente Flanagan                            |                            |
| 2021 | The Tragedy of Macbeth                                 |                                            |                            |
| 2022 | Beavis and Butt-Head Do the Universe                   | Artista de tatuajes de la cárcel           | Voz                        |
| 2023 | Paint                                                  | Tony                                       |                            |
| 2024 | Lousy Carter                                           | Analista                                   |                            |

### Televisión
| Año           | Título                                              | Personaje                                                                                        | Notas                                                                                         |
| ------------- | --------------------------------------------------- | ------------------------------------------------------------------------------------------------ | --------------------------------------------------------------------------------------------- |
| 1989          | Cross of Fire                                       | Beggs                                                                                            | Película de televisión                                                                        |
| 1990          | Wiseguy                                             | Obispo                                                                                           | Episodio: "Dead Right"                                                                        |
| 1990          | Roseanne                                            | Peter Lundy                                                                                      | Episodio: "Fender Bender"                                                                     |
| 1990          | The Young Riders                                    |                                                                                                  | Episodio: "Bad Company"                                                                       |
| 1990          | Head of the Class                                   | Sr. Birch                                                                                        | Episodio: "My Son the Primate"                                                                |
| 1990–1991     | Jake and the Fatman                                 | Sgt. Moynihan, Hastings                                                                          | 2 Episodios                                                                                   |
| 1990–1992     | Night Court                                         | Sr. Willard, Espíritu de la muerte                                                               | 2 Episodios                                                                                   |
| 1990–1994     | L.A. Law                                            | Abogado Brandon McCafferty                                                                       | 4 Episodios                                                                                   |
| 1991          | Davis Rules                                         | Porter                                                                                           | Episodio: "Soap"                                                                              |
| 1991          | Golden Years                                        | Mayor Moreland                                                                                   | 6 Episodios                                                                                   |
| 1991          | My Life and Times                                   | Ross                                                                                             | Episodio: "Our Wedding"                                                                       |
| 1991          | Home Improvement                                    | Exterminador                                                                                     | Episodio: "Wild Kingdom"                                                                      |
| 1991          | Sons and Daughters                                  | Stevey                                                                                           | Episodio: "Melanie"                                                                           |
| 1991          | The Torkelsons                                      | Sheriff Bobby Clinton                                                                            | Episodio: "I Fought the Law"                                                                  |
| 1991          | Star Trek: The Next Generation                      | Capitán K'Vada                                                                                   | 2 Episodios                                                                                   |
| 1992          | A Woman Scorned: The Betty Broderick Story          | Kevin McDonald                                                                                   | Película de televisión                                                                        |
| 1992          | Eerie, Indiana                                      | Sr. Chaney                                                                                       | Episodio: "Mr. Chaney"                                                                        |
| 1992          | Her Final Fury: Betty Broderick, the Last Chapter   | Kevin McDonald                                                                                   | Película de televisión                                                                        |
| 1992          | Murphy Brown                                        | John Brophy                                                                                      | Episodio: "Till Death or Next Thursday Do We Part"                                            |
| 1992          | Civil Wars                                          | Abogado de la Sra. Caldecott                                                                     | 2 Episodios                                                                                   |
| 1993          | Northern Exposure                                   | Hermano Timothy                                                                                  | Episodio: "Revelations"                                                                       |
| 1993          | The Golden Palace                                   | Sr. Tucker                                                                                       | Episodio: "You've Lost That Livin' Feeling"                                                   |
| 1993          | Quantum Leap                                        | John Tremaine Jr.                                                                                | Episodio: "Goodbye Norma Jean - April 4, 1960"                                                |
| 1993          | Class of '61                                        |                                                                                                  | Película de televisión                                                                        |
| 1993          | Black Widow Murders: The Blanche Taylor Moore Story | Dr. Kirby                                                                                        | Película de televisión                                                                        |
| 1993          | Sirens                                              | George Bailey                                                                                    | Episodio: "Looks Like Christmas"                                                              |
| 1993          | Blossom                                             | Louie                                                                                            | 4 Episodios                                                                                   |
| 1993          | In the Heat of the Night                            | Raymond Mercer                                                                                   | Episodio: "A Love Lost"                                                                       |
| 1993–1994     | Harts of the West                                   | Sheriff R.O.                                                                                     | Personaje principal                                                                           |
| 1994          | NYPD Blue                                           | IAB Sgt. Fulmer                                                                                  | Episode: "Guns 'n Rosaries"                                                                   |
| 1994          | Party of Five                                       | Entrenador de fútbol                                                                             | Episodio: "Good Sports"                                                                       |
| 1994          | Sweet Justice                                       |                                                                                                  | Episodio: "High School Confidential"                                                          |
| 1994          | Diagnosis: Murder                                   | Charlie Lane                                                                                     | Episodio: "The Last Laugh: Parte 2"                                                           |
| 1995          | Chicago Hope                                        | Paciente mental tocando la trompeta                                                              | Episodio: "Love and Hope"                                                                     |
| 1995          | Cybill                                              | Phil Asher                                                                                       | Episodio: "Starting on the Wrong Foot"                                                        |
| 1995          | Christy                                             | Clarence Sweetwater                                                                              | Episodio: "To Have and to Hold"                                                               |
| 1995          | VR.5                                                | Negociador de la F.A.A.                                                                          | Episodio: "Control Freak"                                                                     |
| 1995          | In the Line of Duty: Hunt for Justice               | Jaan Laaman                                                                                      | Película de televisión                                                                        |
| 1995–1999     | NewsRadio                                           | Jimmy James                                                                                      | Personaje principal                                                                           |
| 1996          | Seinfeld                                            | Sr. Lager                                                                                        | Episodio: "The Invitations"                                                                   |
| 1996          | The Lottery                                         | Graham Dunbar                                                                                    | Película de televisión                                                                        |
| 1996          | Pandora's Clock                                     | Mark Hastings                                                                                    | Miniserie                                                                                     |
| 1996          | The Road to Galveston                               | Ed Kirkman                                                                                       | Película de televisión                                                                        |
| 1997          | Johnny Bravo                                        | Padre de Timmy, Anunciador                                                                       | Voz. Episodio: "Johnny Real Good"                                                             |
| 1997–2010     | King of the Hill                                    | Bill Dauterive, Buck Strickland, voces adicionales                                               | 259 Episodios                                                                                 |
| 1998          | From the Earth to the Moon                          | Chris Kraft                                                                                      | Personaje principal                                                                           |
| 1998          | Profiler                                            | Administrador de planta Houston                                                                  | Episodio: "The Root of All Evil"                                                              |
| 1999          | Superman: The Animated Series                       | Reveredo Amos Howell / Unity                                                                     | Voz. Episodio: "Unity"                                                                        |
| 1999          | The Sissy Duckling                                  | Big Ducky                                                                                        | Voz. Película de televisión                                                                   |
| 1999          | Big Guy and Rusty the Boy Robot                     | Dr. Donovan                                                                                      | Voz. 26 Episodios                                                                             |
| 1999–2001     | Ladies Man                                          | Gene                                                                                             | Personaje principal                                                                           |
| 1999-presente | Family Guy                                          | Richard Kutcher                                                                                  | 273 episodios                                                                                 |
| 2000          | Buzz Lightyear of Star Command                      | Sheriff, Sentry n.º 2                                                                            | Voz. 3 Episodios                                                                              |
| 2000–2002     | Pokémon Camp                                        | Oficial Stu Gorman                                                                               | Personaje principal (Temporadas 2–3) 52 Episodios                                             |
| 2001          | Me & My Needs                                       |                                                                                                  | Película de televisión                                                                        |
| 2001          | The Andy Dick Show                                  | Administrador de tienda 98+1                                                                     | Episodio: "Andy Land"                                                                         |
| 2001          | The Norm Show                                       | Sr. Sweeney                                                                                      | 2 Episodios                                                                                   |
| 2001          | DAG                                                 | Senador Culpepper                                                                                | Episodio: "Smoke"                                                                             |
| 2001          | The Legend of Tarzan                                | Theodore 'Teddy' Roosevelt                                                                       | Voz. Episodio: "Tarzan and the Rough Rider"                                                   |
| 2001          | Ed                                                  | George MacPherson                                                                                | Episodio: "Changes"                                                                           |
| 2002          | Dexter Prep                                         | Charles                                                                                          | Película de televisión                                                                        |
| 2002          | The Proud Family                                    | Sr. Andrews                                                                                      | Voz. Episodio: "I Had a Dream"                                                                |
| 2002          | Malcolm in the Middle                               | John Pratt                                                                                       | 2 Episodios                                                                                   |
| 2002          | Just Shoot Me!                                      | Dr. Drake Kelson                                                                                 | Episodio: "Blush Gets Some Therapy"                                                           |
| 2002          | Justice League                                      | Cat Man                                                                                          | Voz. 2 Episodios                                                                              |
| 2002          | Teamo Supremo                                       | The Angler, Billy Jim Dixon, Fishmonger n.º 1                                                    | Voz. Episodio: Angler's Angle                                                                 |
| 2002          | According to Jim                                    | Al Crannis                                                                                       | Episodio: "The Christmas Party"                                                               |
| 2002–2004     | Grounded for Life                                   | Tony Bustamante                                                                                  | 3 Episodios                                                                                   |
| 2002–2005     | Kim Possible                                        | Pop-Pop Porter, Chester Yapsby, Memphis, voces adicionales                                       | 6 Episodios                                                                                   |
| 2003          | CSI: Crime Scene Investigation                      | Michael Kirkwood                                                                                 | Episodio: "Homebodies"                                                                        |
| 2004          | Frasier                                             | Harbin                                                                                           | Episodio: "Detour"                                                                            |
| 2004          | Brandy & Mr. Whiskers                               | Santa Claus                                                                                      | Voz. Episodio: "On Whiskers, on Lola, on Cheryl, on Meryl"                                    |
| 2004–2007     | Tripping the Rift                                   | Chode                                                                                            | Voz. 39 Episodios                                                                             |
| 2005          | Teen Titans                                         | Val–Yor                                                                                          | Voz. Episodio: "TROQ"                                                                         |
| 2005          | Kim Possible: So the Drama                          | Cowboy Gambler                                                                                   | Voz. Película de televisión                                                                   |
| 2005–2006     | The X's                                             | Homebase                                                                                         | Voz. 9 Episodios                                                                              |
| 2005–2006     | The West Wing                                       | Bob Mayer                                                                                        | 9 Episodios                                                                                   |
| 2005–2007     | American Dad!                                       | Dick, padre del Dentista                                                                         | Voz. 7 Episodios                                                                              |
| 2006          | The Path to 9/11                                    | Richard Clarke                                                                                   | Miniserie                                                                                     |
| 2007          | Random! Cartoons                                    | Lance                                                                                            | Voz. Episodio: "Squirly Town"                                                                 |
| 2008          | Head Case                                           | Pat Jennings                                                                                     | Episodio: "Come Together"                                                                     |
| 2008          | WordGirl                                            | Profesor Robert Tubing                                                                           | Voz. Episodio: "Lady Redundant Woman/A Game of Cat & Mouse"                                   |
| 2008          | Boston Legal                                        | Ethan Melman                                                                                     | Episodio: "Tabloid Nation"                                                                    |
| 2008          | Chowder                                             | Stilton, Dancer                                                                                  | Voz. Episodio: "The Apprentice Games"                                                         |
| 2008          | The Sarah Silverman Program                         | Johnny Forrealz                                                                                  | Episodio: "Kangamangus"                                                                       |
| 2008          | Pushing Daisies                                     | Dwight Dixon                                                                                     | 5 Episodios                                                                                   |
| 2008–2009     | True Blood                                          | Eddie                                                                                            | 4 Episodios                                                                                   |
| 2009          | Californication                                     | Ricardo Collini                                                                                  | Episodio: "Slow Happy Boys"                                                                   |
| 2009          | Slacker Cats                                        | Tommy                                                                                            | Voz. Episodio: "Buckley on the Run"                                                           |
| 2010          | 24                                                  | Bill Prady                                                                                       | 3 Episodios                                                                                   |
| 2010          | The Defenders                                       | Juez Taylor                                                                                      | Episodio: "Pilot"                                                                             |
| 2010          | Louie                                               | Dr. Heppa                                                                                        | Episodio: "Dentist/Tarese"                                                                    |
| 2010          | Glenn Martin, DDS                                   | Hoss Willicker                                                                                   | Voz. 2 Episodios                                                                              |
| 2010–2011     | Batman: The Brave and the Bold                      | Woozy Winks, Oswald Cobblepot/Penguin, Planet Master, Killer Croc / Waylon Jones, Carnival Baker | Voz. 4 Episodios                                                                              |
| 2010–2014     | Justified                                           | Juez Mike Reardon                                                                                | Recurrente                                                                                    |
| 2011          | Childrens Hospital                                  | Hank Maestro                                                                                     | Episodio: "Party Down"                                                                        |
| 2011          | The Life & Times of Tim                             | Lou                                                                                              | Voz. Episodio: "The Caddy's Shack/The Sausage Salesman"                                       |
| 2011          | Fringe                                              | Raymond                                                                                          | Episodio: "And Those We've Left Behind"                                                       |
| 2011          | Thundercats                                         | Drifter, Hattanzo the Swordmaker                                                                 | Voz. Episodio: "The Duelist and the Drifter"                                                  |
| 2011          | Raising Hope                                        | Cap Collins                                                                                      | Episodio: "Sabrina Has Money"                                                                 |
| 2011–2016     | Kung Fu Panda: Legends of Awesomeness               | Master Junjie                                                                                    | Voz. 5 Episodios                                                                              |
| 2011–2017     | Adventure Time                                      | The Royal Tart Toter, Grimby, Martin                                                             | Voz. Recurrente                                                                               |
| 2012          | Young Justice                                       | Jack Haly                                                                                        | Voz. Episodio: "Performance"                                                                  |
| 2012          | The Legend of Korra                                 | Hobo, White Lotus Leader, Phonograph Vendor                                                      | Voz. 2 Episodios                                                                              |
| 2012          | The Good Wife                                       | Juez Murphy Wicks                                                                                | 2 Episodios                                                                                   |
| 2012          | Outlaw Country                                      | Frank                                                                                            | Película de televisión                                                                        |
| 2012–2013     | Boardwalk Empire                                    | Gaston Means                                                                                     | Recurrente                                                                                    |
| 2012–2013     | The Cleveland Show                                  | Vecinos Kellogg, Allister Monkarsh                                                               | Voz. 2 Episodios                                                                              |
| 2012–2014     | Dragons: Riders of Berk                             | Mildew                                                                                           | Voz. 17 Episodios                                                                             |
| 2012–2016     | Gravity Falls                                       | Bud Gleeful, voces adicionales                                                                   | 7 Episodios                                                                                   |
| 2013          | Out There                                           | Sr. Shooty                                                                                       | Voz. Episodio: "Frosty King"                                                                  |
| 2013          | The Newsroom                                        | General Stanislao Stomtonovich                                                                   | 2 Episodios                                                                                   |
| 2013          | The Arrangement                                     | Avery Boomer                                                                                     | Película de televisión                                                                        |
| 2013          | Bee and PuppyCat                                    | Granjero                                                                                         | Voz. Episodio: "Farmer"                                                                       |
| 2014          | Fargo                                               | Burt Canton                                                                                      | 2 Episodios                                                                                   |
| 2014          | The Big Bang Theory                                 | Dan                                                                                              | 2 Episodios                                                                                   |
| 2014          | Mike Tyson Mysteries                                | Thomas J. Watson                                                                                 | Voz. Episodio: "Ultimate Judgment Day"                                                        |
| 2014          | Hot in Cleveland                                    | Brian                                                                                            | Episodio: "The Bachelors"                                                                     |
| 2014          | Gravity Falls TV Shorts                             | Bud Gleeful                                                                                      | Voz. Episodio: "TV Shorts 1"                                                                  |
| 2014–2015     | Turn: Washington's Spies                            | Nathaniel Sackett                                                                                | 4 Episodios                                                                                   |
| 2014–2015     | Brooklyn Nine-Nine                                  | Lynn Boyle                                                                                       | 4 Episodios                                                                                   |
| 2014–2015     | Phineas and Ferb                                    | Floyd                                                                                            | Voz. 2 Episodios                                                                              |
| 2014–2017     | Idiotsitter                                         | Kent Russell                                                                                     | Personaje principal                                                                           |
| 2015–2016     | Star vs. the Forces of Evil                         | Brian, voces adicionales                                                                         | 2 Episodios                                                                                   |
| 2016          | Workaholics                                         | Carty                                                                                            | Episodio: "Gone Catfishing"                                                                   |
| 2016          | All the Way                                         | J. Edgar Hoover                                                                                  | Película de televisión                                                                        |
| 2016          | Masters of Sex                                      | Harvey Toplin                                                                                    | Episodio: "Topeka"                                                                            |
| 2016          | Con Man                                             | Pascal                                                                                           | Episodio: "New Deal, No Deal"                                                                 |
| 2016          | Guardians of the Galaxy                             | Neeza                                                                                            | Voz. Episodio: "Jingle Bell Rock"                                                             |
| 2016–2019     | The Man in the High Castle                          | Hawthorne Abendsen                                                                               | Recurrente                                                                                    |
| 2017          | Angie Tribeca                                       | Mortimer Begoyle                                                                                 | Episodio: "License to Drill"                                                                  |
| 2017          | Veep                                                | Juez Walsh                                                                                       | Episodio: "Judge"                                                                             |
| 2017          | Niko and the Sword of Light                         | Diggantus, Exuber-Ant                                                                            | Voz. Episodio: "From the Tunnels of Terror to the Den of Doom"                                |
| 2018          | Mr. Pickles                                         | Sr. Montgomery                                                                                   | Voz. Episodio: "Telemarketers Are the Devil"                                                  |
| 2018          | Dallas & Robo                                       | Tío Danny                                                                                        | Voz. 8 Episodios                                                                              |
| 2018          | The Epic Tales of Captain Underpants                | Sr. Morty Fyde                                                                                   | Voz. Episodio: "Captain Underpants and the Squishy Predicament of Stanley Peet's Stinky Pits" |
| 2018–2023     | Barry                                               | Monroe Fuches                                                                                    | Personaje principal                                                                           |
| 2019          | BoJack Horseman                                     | Jeremiah Whitewhale                                                                              | Voz. Episodio: "Feel-Good Story"                                                              |
| 2019          | Bless the Harts                                     | Rick Ocean                                                                                       | Voz. Episodio: "Pig Trouble in Little Greenpoint"                                             |
| 2019–2020     | Summer Camp Island                                  | Stuart, voces adicionales                                                                        | 4 Episodios                                                                                   |
| 2019–present  | Amphibia                                            | Frodrick Toadstool                                                                               | Voz. Recurrente                                                                               |
| 2020          | DuckTales                                           | J. W. Guidebook                                                                                  | Voz. Episodio: "Challenge of the Senior Junior Woodchucks!"                                   |
| 2020          | The Midnight Gospel                                 | Varias voces                                                                                     | 3 Episodios                                                                                   |
| 2020          | Adventure Time: Distant Lands                       | Sr. M                                                                                            | Voz. Episodio: "BMO"                                                                          |
| 2020          | Perry Mason                                         | Maynard Barnes                                                                                   | 7 Episodios                                                                                   |
| 2020          | Robot Chicken                                       | Wolf Spritzer, Predator Wilson                                                                   | Voz. Episodio: "Sundancer Craig in: 30% of the Way to Crying"                                 |
| 2021          | The Simpsons                                        | Bildorf                                                                                          | Voz. Episodio: "Wad Goals"                                                                    |
| 2021          | Masters of the Universe: Revelation                 | Cringer                                                                                          | Voz                                                                                           |
| 2021          | Blade Runner: Black Lotus                           | Earl Grant                                                                                       | Voz. Doblaje en inglés                                                                        |

### Videojuegos
| Año  | Título                                      | Personaje      | Notas         |
| ---- | ------------------------------------------- | -------------- | ------------- |
| 1997 | Blade Runner                                | Early Q        |               |
| 2000 | Deus Ex                                     | Mecánico       | No acreditado |
| 2000 | King of the Hill                            | Bill Dauterive |               |
| 2003 | Finding Nemo                                | Bubbles        |               |
| 2003 | Finding Nemo: Nemo's Underwear World of Fun | Bubbles        |               |

### Parques temáticos
| Año  | Título                        | Personaje | Notas |
| ---- | ----------------------------- | --------- | ----- |
| 2007 | Finding Nemo Submarine Voyage | Bubbles   | Corto |

### Web
| Año        | Título                   | Personaje           | Notas                  |
| ---------- | ------------------------ | ------------------- | ---------------------- |
| 2011, 2017 | Kevin Pollak's Chat Show | Él mismo / Invitado | Episodios: "95", "297" |

## Teatro
| Año  | Título                   | Personaje        | Notas             |
| ---- | ------------------------ | ---------------- | ----------------- |
| 1986 | So Long on Lonely Street | Rey Vaughnum III | Broadway          |
| 1987 | All My Sons              | Frank Lubey      | Broadway          |
| 2015 | Marjorie Prime           | Jon              | Fuera de Broadway |